# استعارة أولية
الاستعارة الأولية مصطلح ألفه جوزيف جاردي عن العلاقة الأساسية التي تربط بين التجارب المجردة أو  الشخصية مثل جيد و التجارب الملموسة مثل أعلى. هذين المفهومين عادة متربطة وتكون الاستعارة الأولية الجيد هو أعلى. وبالمثل هناك علاقة بين معرفة ورؤية والتي تشكل الاستعارة الأولية: العلم هو رؤية.  هناك استعارتين أولية تستخدم عندما فهم تعبير مثل السقف الزجاجي.
مثال للاستعارة الأولية ممكن أن مقتبس من  مسرحية شكسبير،حيث الحياة صوٌَرت على غرار ما يجري على المسرح. ولذلك, 'الحياة' تتعلق بمفهوم التجربة و 'المسرح' يمثل التجربة ملموسة. وبالتالي تشكل الاستعارة الأولية: الحياة هي المسرح.